# Очиров, Борис Дорджиевич
Борис Дорджиевич Очиров (15 мая 1903 год, Шин-Мер, Астраханская губерния, Российская империя — 11 ноября 1988 год) — старший гуртоправ племзавода «Сухотинский» Приозёрного района Калмыцкой АССР. Герой Социалистического Труда (1966). Депутат Верховного Совета Калмыцкой АССР III созыва.

## Биография
Родился в 1903 году в селе Багшин-Шебенеры (сегодня — село Шин-Мер Кетченеровского района). С детства ухаживал за скотом, чаще всего за чужими. В 1929 году, когда в Багшин-Шебенерах организовалась коммуна Борис со своим отцом привели в общее стадо единственную корову. Записался в школу ликбеза и вошёл в комсомольскую ячейку хотона. В 1931 году был назначен бригадиром полеводческой бригады в колхозе «Шин-Мер» Сарпинского улуса. Активного комсомольца и хорошего организатора заметили в улускоме и дали направление в Астраханскую совпартшколу. Завершив обучение, стал работать заместителем председателя Ханатинского сельсовета. Затем вернулся родной Шин-Мер и был избран председателем Элистинского сельсовета.
В 1937 году был арестован по ложному обвинению в пособничестве Анджуру Пюрбееву, председателю Совнаркома Калмыцкой АССР и его жене Ниме Коваевой, которая была родом из Шин-Мера и доводилась ему родственницей. С 1937 по 1947 года отбывал ссылку на Колыме как «враг народа».
В 1947 году нашел семью в Сибири.
После возвращения в 1957 году в Калмыкию стал работать бригадиром-гуртоправом по выращиванию крупного рогатого скота в племзаводе «Сухотинский».
Ежегодно бригада под управлением Бориса Очирова выращивала по 100 телят от каждой сотни коров. Среднесуточный привес телят составлял более 700 грамм. На стоянке бригады была создана школа передового опыта. За выдающиеся достижения в трудовой деятельности был награждён в 1959 году Орденом Ленина. В 1962 году вступил в КПСС.
В последующие годы ежегодно достигал высоких трудовых показателей. В 1960 году вырастил 120 телят от 100 коров. Указом Президиума Верховного Совета СССР от 22 марта 1966 года «за достигнутые успехи в развитии животноводства, увеличении производства и заготовок мяса, молока, яиц и шерсти и другой продукции» удостоен звания Героя Социалистического Труда с вручением ордена Ленина и золотой медали «Серп и Молот».
Память
- В Элисте на Аллее героев установлен барельеф Бориса Очирова.

Награды
- Герой Социалистического Труда
- Орден Ленина — дважды (21.08.1959; 22.03.1966).